# St. Martin (Gemeinde Sankt Martin an der Raab)
St. Martin, auch Sankt Martin an der Raab, ungarisch Szent-Márton bzw. Rábaszentmárton, ist ein Ort im Südburgenland wie auch Gemeindehauptort, Ortschaft und Katastralgemeinde der Marktgemeinde Sankt Martin an der Raab im Bezirk Jennersdorf, Burgenland.

## Geographie
Der Ort befindet sich 2 Kilometer direkt südlich von Jennersdorf. Er liegt rechtsufrig (südlich) an der Raab, am Fuß des Neuhauser Hügellands, auf um die 275 m ü. A. Höhe.
Der Ort St. Martin ist das Kirchdorf der Pfarrkirche zum Hl. Martin. Diese liegt jedoch etwas oberhalb, im Kirchweiler Kirchengreut, der zur Ortschaft Eisenberg und Katastralgemeinde Neumarkt gehört. Dafür sind die Rotte Mühlanger westlich, an der Anschlussstelle der Güssinger Straße (B57), wie auch südwestlich der Ort Drosen weitgehend mit St. Martin verwachsen.
Die Ortschaft Sankt Martin an der Raab respektive Katastralgemeinde St. Martin an der Raab umfasst mit 650 Hektar  und mit 573 Einwohnern (Stand: 1. Jänner 2025) neben Mühlanger und Drosen auch – südwestlich den Riedel zwischen Doiberbach und Drosenbach hinauf – die Orte Wehappeck, Mittereck und Schaffereck.
|                  | Jennersdorf (Stadt, O u. KG; Gem. Jennersdorf) |                                |
| Doiber (O u. KG) | Kompassrose, die auf Nachbargemeinden zeigt    | Neumarkt an der Raab (O u. KG) |
| Mühlanger Drosen | Oberdrosen (O u. KG)                           | Kirchengreut                   |

## Geschichte, Infrastruktur und Kultur

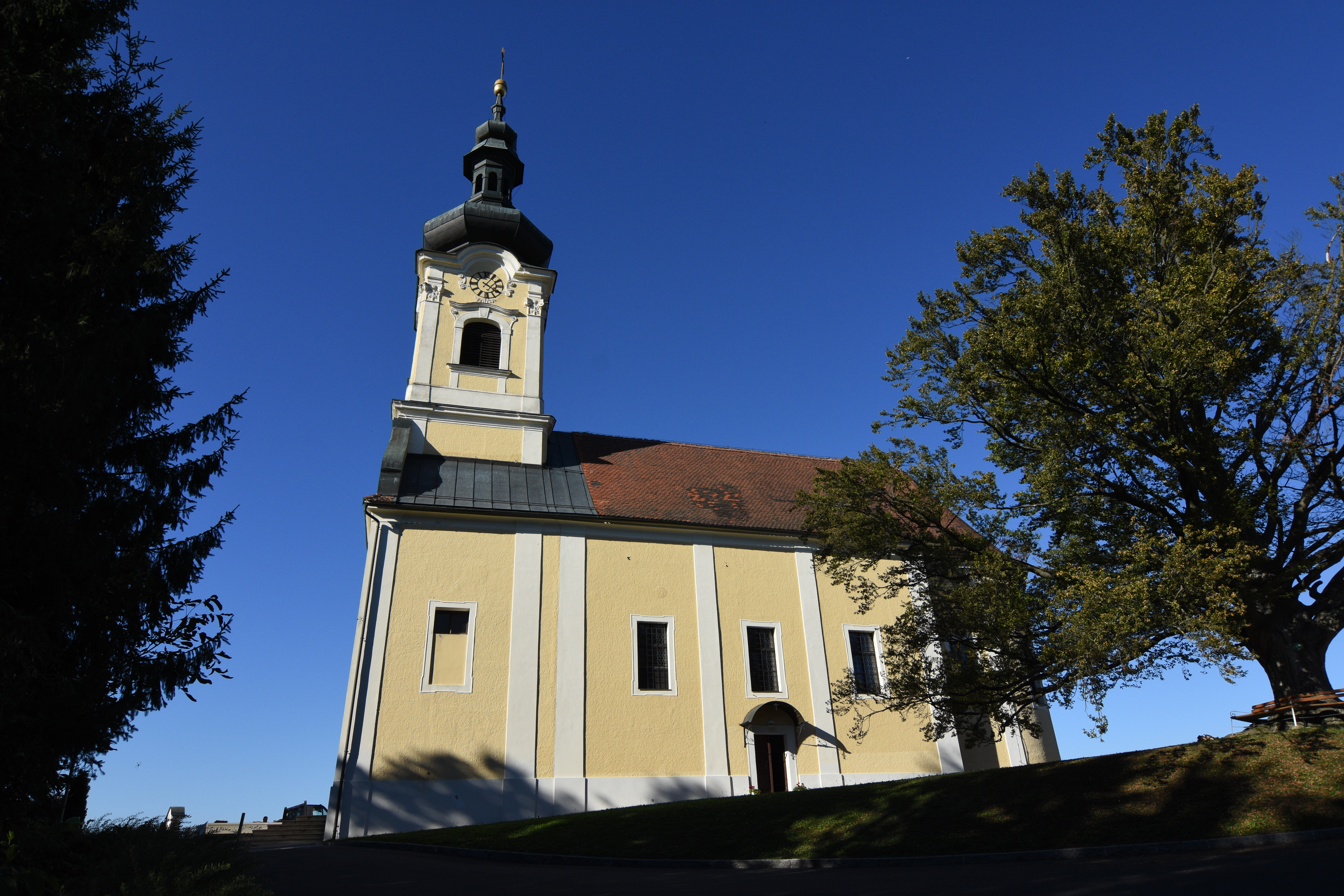
Pfarrkirche Sankt Martin (Barockbau von 1746)

Die heutige Siedlung wurde 1387 erstmals urkundlich erwähnt, ist aber möglicherweise älter: Die alte Kirche stammte aus dem 13. Jahrhundert, und die Pfarrei wurde zu dieser Zeit gegründet.
Am 8. Juni 1867 wurde der einheitliche Kaiserstaat Österreich-Ungarn politisch in die selbständigen Reichshälften Österreich und Ungarn geteilt. Welten gehörte damit wie das gesamte Burgenland bis 1921 zur ungarischen Reichshälfte (Transleithanien), Region Deutsch-Westungarn. Eigentlich mehrheitlich deutschsprachig, musste aufgrund der Magyarisierungspolitik der Regierung in Budapest seit 1898 der ungarische Ortsname Szent-Márton verwendet werden. Mit den Verträgen von St. Germain und Trianon kam die Gemeinde 1919/23 an Österreich.
Als Folge des Anschlusses an das Deutsche Reich erfolgte 1938 die Auflösung des Burgenlandes. Welten gehörte bis 1945 zum Kreis Feldbach, Gau Steiermark.
Drosen hieß ursprünglich Untere Straße (auch Unter-Strasing; Alsó-Strázsa oder Unter-Drossen) und bildete zusammen mit Oberdrosen die Gemeinde Alsó- és Felső-Strázsa (Untere und Obere Straße). Der Name Mühlanger bezieht sich auf die historische Sankt Martiner Mühle an der Raab.
Mit Wirksamkeit vom 1. Jänner 1971 wurden aufgrund des Gemeindestrukturverbesserungsgesetzes die vordem selbständige Gemeinde Welten, Gritsch, Doiber, Neumarkt und Oberdrosen mit der Gemeinde St. Martin an der Raab zusammengeschlossen. Das ursprüngliche Gemeindegebiet bildet die heutige Katastralgemeinde.

### Tourismus
Der Ort ist Teil des grenzüberschreitenden Naturparks Raab-Őrség-Goričko, der österreichische Teil ist der Naturpark Raab.
Die Hügellandschaft im Vierländereck Burgenland, Steiermark, Slowenien, und Ungarn ist vor allem bei Radfahrern beliebt. Der Fernweg ist der R11-Radwanderweg im Raabtal von Fladnitz an der Teichalm nach Jennersdorf.
In St. Martin beginnt der Radweg Neuhauser Hügelland (B70), dessen 43,3 km langer Rundkurs über Oberdrosen, Tauka, Kalch, Neuhaus am Klausenbach, den Hirzenriegel, Welten und Doiber wieder zurück nach St. Martin führt, mit 569 Höhenmeter eher sportlich angelegt.

## Nachweise
- 10509 – Sankt Martin an der Raab. Gemeindedaten der Statistik Austria

1. ↑  Statistik Austria: Bevölkerung am 1.1.2025 nach Ortschaften (Gebietsstand 1.1.2025), (ODS, 500 KB)
2. ↑  Vergl. Franz Raffelsperger: Allgemeines geographisch-statistisches Lexikon aller Österreichischen Staaten. Einträge Drossen Band 1, 1846, S. 201 (Digitalisat, Google); und Strasza, Alsó, Band 5, 1848, S. 8 (1406, 1.; Google, beide vollständige Ansicht).
3. ↑  Franzisco-Josephinische Landesaufnahme (um 1880); der Franziszäische Kataster, Blatt St. Martin an der Raab (Rábaszentmárton), 1857, benennt die Mühle nicht.
4. ↑  Bundeskanzleramt: Gesetz vom 1. September 1970 über Gebietsänderungen von Gemeinden (Gemeindestrukturverbesserungsgesetz) (abgerufen am 11. November 2014)
5. ↑  raabtal-radweg.at – mit Routenkarte.
6. ↑  Die schönsten Radwege Österreichs: Radweg Neuhauser Hügelland B70, fahr-radwege.com (abgerufen am 11. November 2011).